# Petition of Right

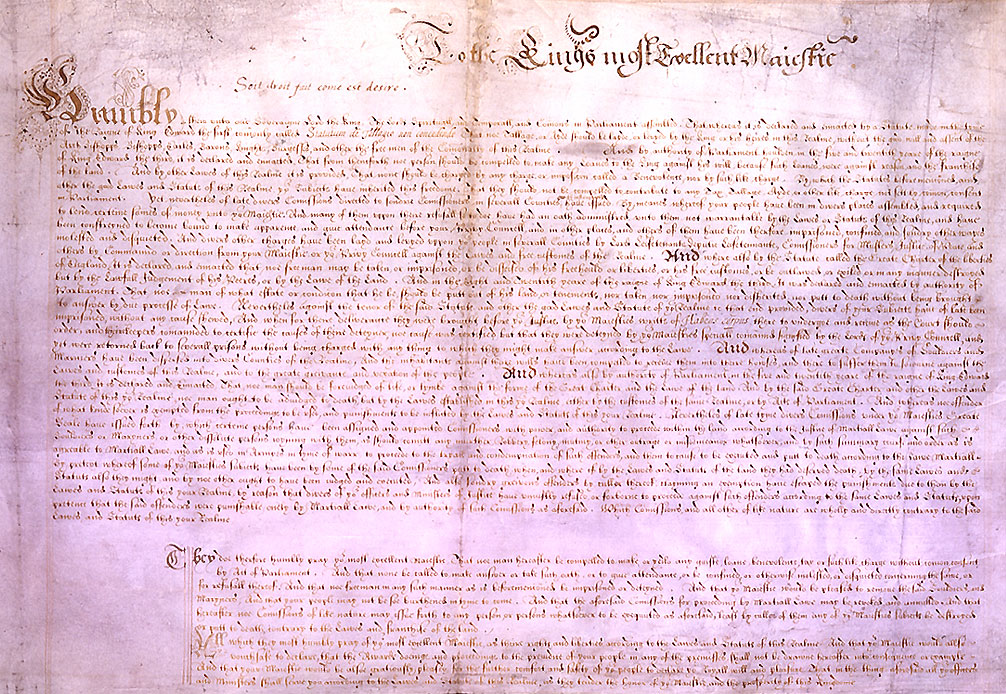
La Petition of Right

La Petition of Right, talvolta tradotta come Petizione dei diritti, è un importante documento costituzionale che regola le libertà specifiche del soggetto che non possono essere violate dal re. Approvata il 7 giugno 1628, la Petition of Right vieta l'imposizione di tasse senza l'approvazione del Parlamento, l'obbligo di dare alloggio ai soldati, l'arresto senza una motivazione e l'uso di legge marziale. A seguito dei conflitti sorti fra il Parlamento e re Carlo I a riguardo dell'attuazione della guerra dei trent'anni, il Parlamento si oppose a finanziare le spese di guerra spingendo Carlo a raccogliere prestiti forzati senza l'approvazione parlamentare e a imprigionare arbitrariamente coloro che si rifiutavano di pagare. Inoltre, essendo sul piede di guerra venne applicato l'alloggio forzato dei soldati all'interno delle case di privati cittadini, nonché la dichiarazione di legge marziale nella maggior parte del Paese.
Come risposta, la Camera dei comuni stilò quattro Resolutions ("risoluzioni"), condannando questi provvedimenti e ribadendo la validità della Magna Carta e il requisito legale dell'habeas corpus. Questi propositi vennero respinti da re Carlo che annunciò inoltre che il Parlamento sarebbe stato sciolto; a questo punto la Camera dei comuni si riunì il 6 maggio col fine di prendere in considerazione delle alternative e si concluse che un'istanza per i diritti fosse la soluzione. Di conseguenza, una commissione sotto il comando di Edward Coke abbozzò tale documento, il quale venne approvato dalla Camera dei comuni l'8 maggio e poi inviato alla Camera dei lord. Dopo tre settimane di discussioni e riunioni fra le due camere, la Petition of Right venne ratificata da entrambe le camere il 26 e il 27 maggio. Seguirono ulteriori discussioni nelle quali il re limitò la libertà di parola per la Camera dei comuni, ma fu poi costretto a cedere alle pressioni; necessitando dell'appoggio parlamentare per gli sforzi bellici, il 2 giugno accettò la Petition. Tuttavia, ancora insoddisfatte, le camere si riunirono pretendendo la completa ratifica del documento, che avvenne il 7 giugno.
Nonostante le discussioni a proposito del suo stato a livello legale, la Petition of Right ebbe una vasta influenza. A livello nazionale è vista come «una dei più noti documenti costituzionali dell'Inghilterra», e viene considerata di pari valore con la Magna Carta e il Bill of Rights del 1689. In un periodo in cui la Camera dei lord rappresentava la principale difesa di Carlo dalla Camera dei comuni, l'intenzione delle due camere di lavorare insieme segnò una nuova fase nella crisi costituzionale che avrebbe poi portato alla guerra civile inglese. Il documento è ancora in vigore nel Regno Unito e, grazie alla legislazione imperiale, in diversi membri del Commonwealth delle nazioni, fra cui l'Australia e la Nuova Zelanda. Il documento è stato visto come un predecessore del terzo, quinto, sesto e settimo emendamento della Costituzione degli Stati Uniti d'America.

## Contesto

### Carlo I

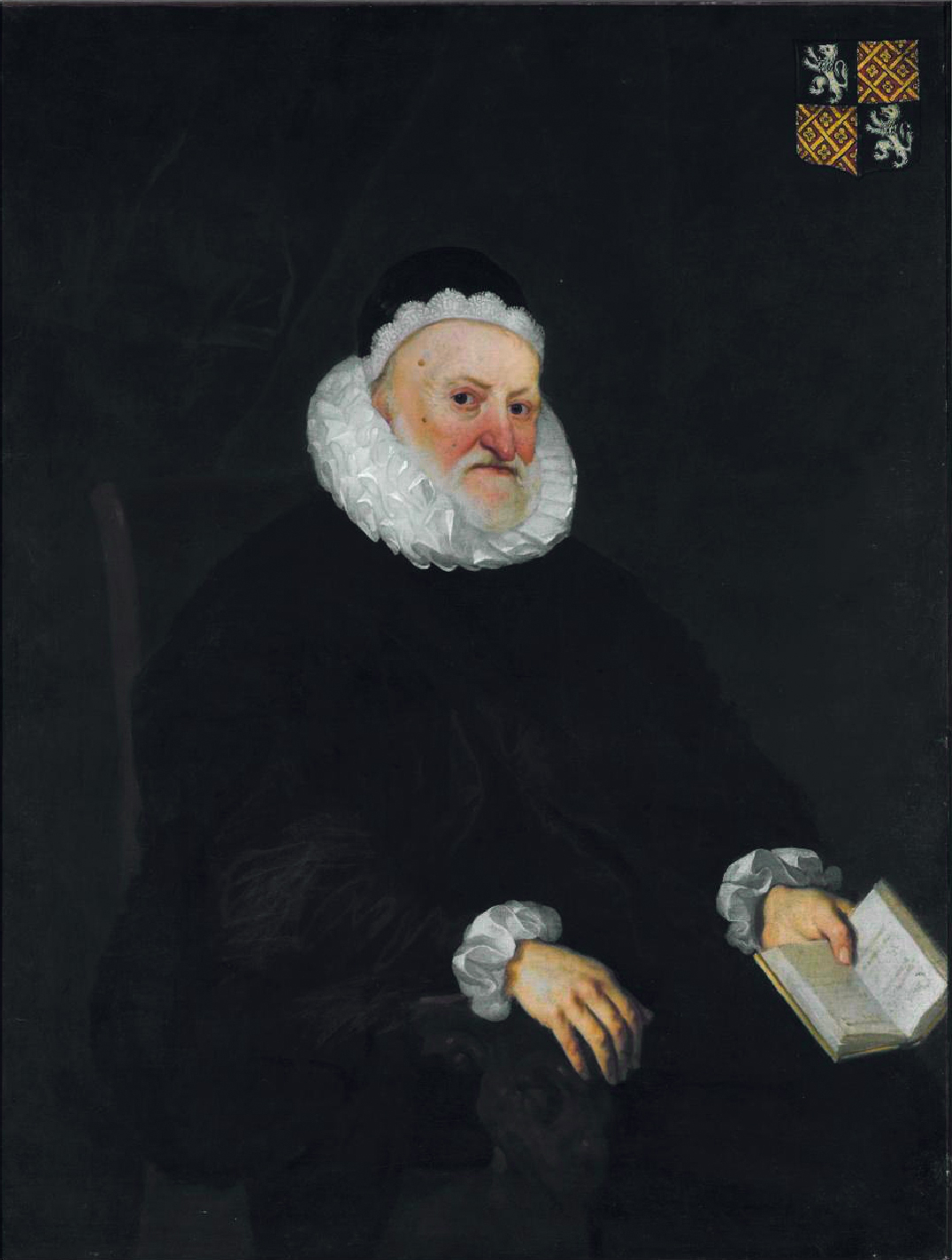
Ranulph Crewe, il Lord Chief Justice, che venne licenziato per essersi rifiutato di dichiarare legali i prestiti forzati.

Il 27 marzo 1625, re Giacomo I morì e subentrò in carica suo figlio, che divenne Carlo I. Insieme al trono, Carlo ereditò la guerra dei trent'anni, nella quale Cristiano IV di Danimarca e Federico V del Palatinato, che era sposato a Elisabetta, sorella di Carlo, tentarono di riprendersi le loro terre ereditarie e i titoli dalla monarchia asburgica. Giacomo aveva provocato diversi problemi finanziari tentando di sostenere Cristiano e Federico, e ci si aspettava che Carlo sarebbe stato più incline a continuare la guerra in modo responsabile. Dopo che ebbe convocato un nuovo Parlamento nell'aprile del 1625, fu chiaro che non lo era; pretese oltre 700.000 sterline per proseguire l'aiuto nella guerra. La Camera dei comuni rifiutò e approvò finanziamenti pari solamente a 112.000. Inoltre, invece che rinnovare le quote doganali da Tonnage and Poundage per l'intera vita del monarca, come era tradizione, la Camera dei comuni le fissò per solo un anno. A causa di questo, la Camera dei lord respinse i finanziamenti, lasciando Carlo senza un soldo per le spese di guerra.
Contrariato da ciò, Carlo rimandò la discussione all'11 luglio, ma trovandosi in bisogno di soldi convocò i membri del Parlamento il 1º agosto, quando si riunirono a Oxford. Non solo la Camera dei comuni continuò a rifiutarsi di concedere i finanziamenti, ma, guidata da Robert Phelips ed Edward Coke, iniziò a indagare sul conto di George Villiers. Questi, favorito di Carlo, era incaricato di proseguire la guerra, ma, poiché i risultati erano negativi, la Camera analizzò l'utilizzo fatto da Villiers delle concessioni precedenti e alcune controversie nate con l'ammiragliato. Questo venne utilizzato come pretesto per dichiare l'impeachment e Carlo reagì sciogliendo il Parlamento il 12 agosto. Nel 1627, con l'Inghilterra ancora in guerra, Carlo decise di raccogliere forced loans ("prestiti forzati"), cioè una forma di tassazione non autorizzata dal Parlamento. Chiunque si rifiutasse di pagare sarebbe stato imprigionato senza processo e, in caso di resistenze, mandato davanti al consiglio privato. Sebbene la magistratura si rifiutò inizialmente di sostenere questi prestiti, cedette quando il Lord Chief Justice, Ranulph Crewe, venne rimosso dall'incarico.
Oltre 70 gentiluomini vennero arbitrariamente messi in prigione senza un processo o accuse nei loro confronti per essersi rifiutati di contribuire ai prestiti forzati. Cinque di questi, Thomas Darnell, John Corbet, Walter Erle, John Eveningham e Edmund Hampden cercarono di riottenere la libertà presentando alla Magistratura della Corte del re una mozione di habeas corpus. Vennero accontentati il 3 novembre 1627, quando la corte ordinò agli ufficiali giudiziari di presentare i tre prigionieri alla magistratura del re per esaminarli l'8 novembre. Nessuno dei prigionieri fu interrogato poiché gli ufficiali giudiziari non furono in grado di stabilire di che cosa erano accusati; nel tentativo di trovare un precedente giudiziario per decidere sulla legalità dei prestiti forzati, il procuratore generale Robert Heath assicurò un'ordinanza per Darnell. Questo portò al caso dei cinque cavalieri, anche noto come Darnell's Case. Darnell, intimorito dalla situazione creatasi, smise di richiedere libertà, e al suo posto vennero emesse delle ordinanze per gli altri quattro, rappresentati da John Bramston,  Henry Calthorp e John Selden.
I giudici negarono la cauzione agli imputati, decretando che se non era stato portato nessun atto di accusa, "i [prigionieri] non poterono essere liberati perché la violazione era probabilmente troppo pericolosa per la discussione pubblica". Questa decisione però riguardava solamente la cauzione, non la legalità dei prestiti, e Carlo decise di non sostenere le accuse contro i cavalieri, temendo che, se si fosse chiesto di stabilire i prestiti stessi, sarebbero stati dichiarati illegali dai giudici. Un effetto collaterale imprevisto fu che sebbene Carlo continuò a esigere i prestiti, in numero sempre maggiore i proprietari terrieri abbienti si rifiutavano di pagare, riducendo il profitto dei prestiti e rendendo così necessaria la riunione di un nuovo Parlamento nel marzo 1627. L'estesa avversione pubblica nei confronti di Carlo, Villiers e la guerra ebbe come conseguenza l'elezione di una maggioranza di deputati contrari al re, fra i quali Selden, Coke, John Pym e un giovane Oliver Cromwell.

Testo completo (tradotto in italiano) della Petition of Rights
Alla Eccellentissima Maestà del Re.
[I] I Lords spirituali e temporali e i Comuni, riuniti in Parlamento, fanno osservare molto umilmente al nostro Sovrano Signore il Re che è dichiarato e fissato da uno statuto fatto sotto il regno di Edoardo I, conosciuto sotto il nome De tallagio non concedendo, che il Re o i suoi eredi non impongano né prelevino imposte o aiuti in questo regno, senza il buon volere ed assenso degli arcivescovi, vescovi, conti, baroni, cavalieri, borghesi ed altri uomini liberi dei Comuni di questo regno; che, dall'autorità del Parlamento, convocato nel 25° anno del regno del Re Edoardo III, è dichiarato e stabilito che nessuno potrà essere, in avvenire, costretto a prestare del denaro al Re contro la sua volontà, perché ciò sarebbe contrario alla ragione e alle libertà del paese; che altre leggi del regno proibiscono di gravare con carichi o altre tasse chiamate benevolence o altre imposizioni analoghe; che, per i detti statuti od altre buone leggi di questo regno, i vostri sudditi hanno ereditato questa sicurezza di non potere essere costretti a contribuire a nessuna tassa, imposta, contributo od altro onere simile, senza il comune consenso, dato in Parlamento.
[II] Considerando tuttavia che sono state stabilite, dopo poco, diverse commissioni indirizzate ai commissari in parecchie contee, con istruzioni per le quali il vostro popolo è stato riunito in diversi luoghi e richiesto di prestare certe somme di denaro a Vostra Maestà; e che rifiutandosi qualcuno, è stato a questi fatto prestare giuramento, e sono stati obbligati a comparire e a presentarsi, contro tutte le leggi e gli statuti di questo reame, davanti al vostro Consiglio privato o in altri luoghi; che altri sono stati arrestati e imprigionati, turbati e molestati in diverse altre maniere; che diverse altre tasse sono state imposte e esatte sui vostri sudditi nelle contee dai Lords luogotenenti, dai luogotenenti-deputati, dai commissari per l'esercito, dai giudici di pace e da altri, per ordine di Vostra Maestà o del vostro Consiglio privato, contro le leggi e i liberi costumi di questo reame.
[III] Considerando che è anche fissato e stabilito, dallo statuto chiamato Grande Carta delle libertà d'Inghilterra, che nessun uomo libero potrà essere arrestato o messo in prigione, né spossessato del suo libero allodio, né delle sue libertà o franchigie, né messo fuori dalla legge o esiliato, né molestato in nessun'altra maniera, se non in virtù di una sentenza legale dei suoi pari o delle leggi del paese.
[IV] Considerando che è stato anche dichiarato e stabilito, dall'autorità del Parlamento nel 28° anno del regno del Re Edoardo III, che nessuno, di qualsiasi rango o condizione sia, potrà essere spogliato, né privato del diritto di trasmettere i suoi beni per successione, o messo a morte senza essere stato ammesso a difendersi in un processo legale.
[V] Considerando tuttavia che, nonostante questi statuti ed altri statuti e buone leggi del vostro reame aventi il medesimo oggetto, parecchi dei vostri soggetti sono stati recentemente imprigionati senza che ne sia stata indicata la causa; e che, quando furono condotti davanti ai vostri giudici, conformemente ai deliberati di Vostra Maestà sull'habeas corpus, per subire e ricevere ciò che la corte stabilirà, e quando fu ingiunto ai loro carcerieri di far conoscere le cause della loro detenzione, questi non hanno dato altre ragioni se non che l'arresto aveva avuto luogo per un ordine speciale di Vostra Maestà notificato dai Lords del vostro Consiglio privato; che essi furono in seguito restituiti nelle loro differenti prigioni, senza che fosse portato contro essi un capo d'accusa dal quale essi potessero discolparsi conformemente alla legge.
[VI] Considerando che considerevoli distaccamenti di soldati e marinai sono stati recentemente dispersi in parecchie contee del reame, e che gli abitanti sono stati costretti a riceverli ed albergarli loro malgrado, contro le leggi e costumi di questo reame, con grande gravame ed oppressione del popolo.
[VII] Considerando che è stato anche dichiarato e fissato dall'autorità del Parlamento nel 25° anno del regno del Re Edoardo III, che nessuno potrà essere condannato a morte o alla mutilazione, se non nelle forme indicate dalla Grande Carta e dalle leggi del paese; e che, per la detta Grande Carta e le altre leggi e statuti del vostro reame, nessun uomo deve essere condannato a morte, se non per mezzo delle leggi stabilite nel reame e delle consuetudini che vi sono in vigore, o di un atto del Parlamento; che da un altro lato, nessun criminale, di qualsiasi condizione sia, può essere esentato dalle forme della giustizia ordinaria, né evitare le pene che gli infliggono le leggi e gli statuti del reame; che tuttavia, dopo poco, parecchie commissioni date Sotto il gran sigillo di Vostra Maestà hanno investito certe persone di mandato e potere ed autorità di procedere, conformemente alla legge marziale, contro i soldati o marinai, od altre persone che si fossero unite ad essi, per commettere qualche assassinio, furto, fellonia, sedizione o altro crimine o delitto qualsiasi, di conoscere sommariamente le cause, e di giudicare, condannare, eseguire e mettere a morte i colpevoli seguendo le forme della legge marziale e i modi usati in tempo di guerra nelle armate.
[VIII] Che, sotto il pretesto di questo potere, i commissari hanno mandato a morte parecchi dei sudditi di Vostra Maestà, allorquando, se avessero meritato l'ultimo supplizio secondo le leggi e statuti del paese, essi non avrebbero potuto né dovuto essere condannati e giustiziati che per mezzo di queste stesse leggi e statuti e non altrimenti.
[IX] Che diversi grandi criminali hanno anche, in tal modo, reclamato una esenzione, e sono riusciti a sottrarsi alle pene in cui erano incorsi per le leggi e statuti del reame, in seguito al rifiuto ingiustificato di parecchi dei vostri ufficiali e commissari di giustizia di procedere contro questi criminali secondo le leggi e gli statuti, col pretesto che essi dipendevano dalla legge marziale e dalle commissioni sopra ricordate, le quali commissioni e tutte le altre della stessa natura, sono direttamente contrarie alle leggi e agli statuti del vostro reame.
[X] Per queste ragioni, supplicano umilmente l'eccellentissima Vostra Maestà che nessuno, in avvenire, sia costretto a fare alcun dono gratuito, alcun prestito di danaro, alcun particolare presente, né a pagare alcuna tassa o imposta senza il consenso comune dato per atto del Parlamento; che nessuno sia chiamato in giustizia, né obbligato a prestare giuramento, né obbligato a un servizio, né arrestato, inquietato o molestato in occasione di queste tasse, o del rifiuto di pagarle; che nessun uomo libero sia arrestato o detenuto nella maniera indicata sopra; che piaccia a Vostra Maestà di far ritirare i soldati e i marinai dei quali si è sopra parlato, ed impedire che in avvenire il popolo sia oppresso in tal modo; che le commissioni incaricate di applicare la legge marziale siano revocate e annullate e che non ne siano più deliberate di simili a nessuno per paura che, sotto questo pretesto, qualcuno dei vostri soggetti sia molestato o mandato a morte contro le leggi e libertà del paese.
[XI] Tutte queste cose essi domandano umilmente a Vostra Maestà come loro diritti e loro libertà, secondo le leggi e gli statuti di questo reame; supplicano anche Vostra Maestà di dichiarare che tutto ciò che si è fatto a questo riguardo, procedure, sentenze ed esecuzioni in danno del vostro popolo non produrrà conseguenze od esempi; supplicano anche che piaccia a Vostra Maestà degnare di dichiarare graziosamente, per una più grande soddisfazione e sicurezza del vostro popolo, che vostra intenzione e volontà reale è che nelle cose qui sopra dedotte, i vostri ufficiali e ministri vi servano conformemente alle leggi e agli statuti di questo reame, e che abbiano in vista l'onore di Vostra Maestà e la prosperità di questo reame.